# Montfroc
Montfroc ist ein Ort und eine französische Gemeinde mit 101 Einwohnern (Stand: 1. Januar 2022) im Département Drôme in der Region Auvergne-Rhône-Alpes (vor 2016 Rhône-Alpes). Sie gehört zum Arrondissement Nyons und zum Kanton Nyons et Baronnies. Die Einwohner werden Montfrocois genannt.

## Lage
Montfroc liegt etwa 45 Kilometer ostnordöstlich von Avignon am Jabron. Umgeben wird Montfroc von den Nachbargemeinden Lachau im Norden und Nordosten, Curel im Osten, Châteauneuf-Miravail im Südosten, La Rochegiron im Süden, Redortiers im Süden und Südwesten, Les Omergues im Westen sowie Eygalayes im Nordwesten.

## Bevölkerungsentwicklung
| Jahr                       | 1962 | 1968 | 1975 | 1982 | 1990 | 1999 | 2006 | 2019 |
| -------------------------- | ---- | ---- | ---- | ---- | ---- | ---- | ---- | ---- |
| Einwohner                  | 70   | 44   | 45   | 87   | 71   | 57   | 80   | 75   |
| Quellen: Cassini und INSEE |      |      |      |      |      |      |      |      |

## Sehenswürdigkeiten
- Kirche Saint-Clair
- Wehrhaus La Tourette aus dem 15./16. Jahrhundert

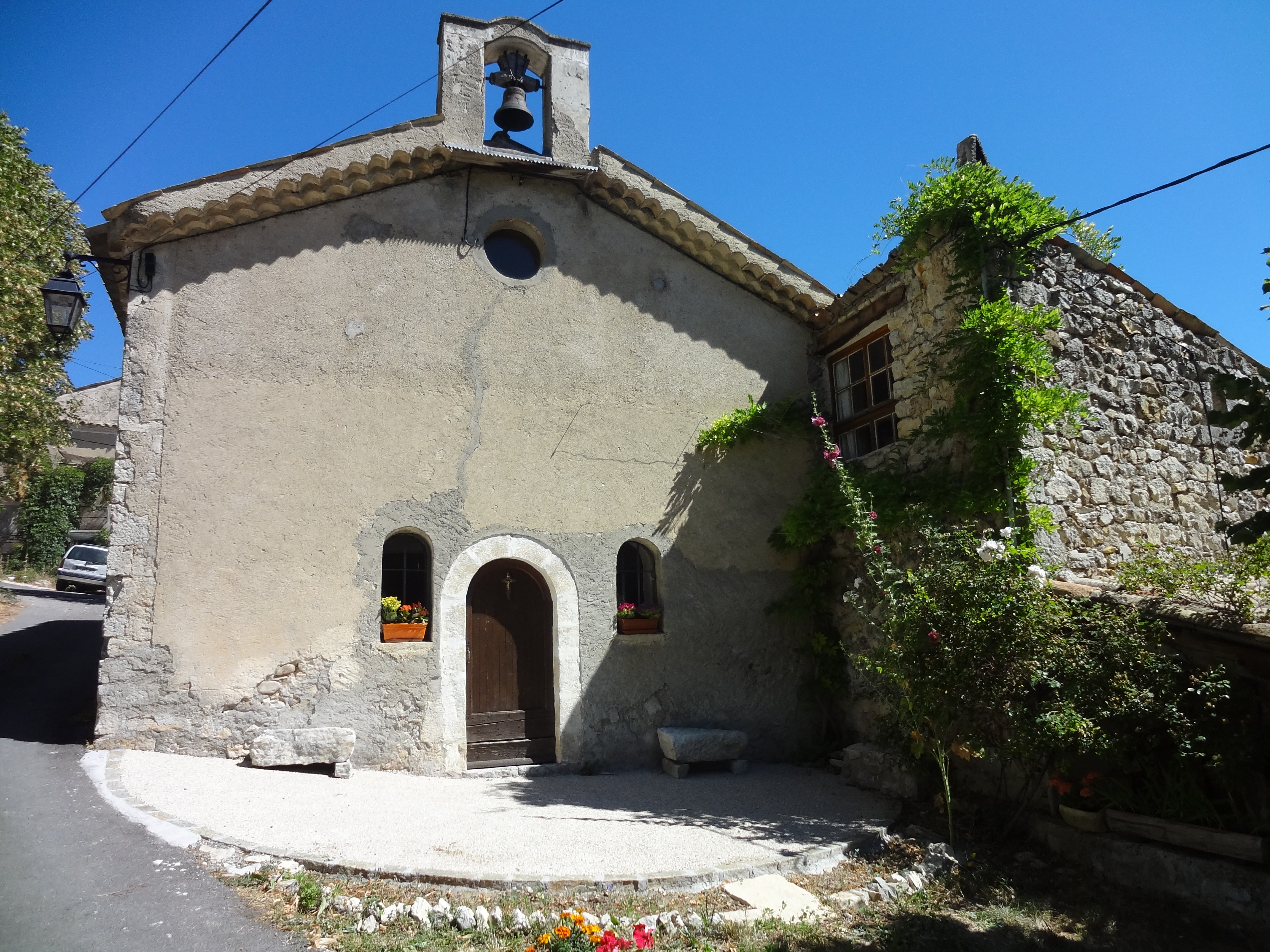
Kirche Saint-Clair